# Погорелов, Виктор Григорьевич
Ви́ктор Григо́рьевич Погоре́лов (12 августа 1926, с. Новопанское, Рязанская губерния — 10 января 2012, Санкт-Петербург) — советский рабочий, Герой Социалистического Труда (1976).

## Биография
Родился в селе Новопанском Михайловского уезда Рязанской губернии. Окончив пять классов классов семилетней школы, поступил в школу ФЗО в Ленинграде.
С началом Великой Отечественной войны работал станочником по изготовлению гильз. В 1943 году был призван в РККА, где дослужился до старшины танковой роты. Воевал на Курской дуге, был ранен, снова вернулся на фронт. Демобилизовался из армии в 1950 году.
Вернувшись в Ленинград, устроился на Инструментальный завод, где прошёл путь от ученика до шлифовщика 5-го разряда. Сконструировал собственный инструмент и приспособления.
С 1962 года работал шлифовщиком на ленинградском заводе «Новатор» Министерства радиопромышленности СССР (в 1974 году вошедшем в состав научно-производственного объединения «Ленинец»). Участвуя в начале 1970-х годов в выполнении оборонных заказов, применял передовые методы труда, совершенствовал своё профессиональное мастерство. В результате достиг высокой производительности труда, чем способствовал повышению эффективности производства. Был награждён званием «Лучший специалист». Постоянно перевыполняя производственные задания и имея личное клеймо, сдавал продукцию высокого качества без предъявления отделу технического контроля. Как лучший рационализатор объединения, возглавлял творческую бригаду рационализаторов.
Рацпредложения В. Г. Погорелова способствовали совершенствованию технологических процессов по изготовлению специального оснащения. Он явился одним из новаторов освоения алмазного шлифования изделий для космических и подводных аппаратов.
Указом Президиума Верховного Совета СССР от 29 марта 1976 года за выдающиеся успехи в выполнении заданий IX пятилетки, большой вклад в повышение эффективности производства и качества продукции В. Г. Погорелову присвоено звание Героя Социалистического Труда с вручением ордена Ленина и золотой медали «Серп и Молот».
Избирался членом бюро парткома ЦНПО «Ленинец», членом Ленинградского обкома КПСС. С 1975 года возглавлял комиссию содействия Советскому фонду мира. Избирался в Ленинградский комитет защиты мира (1982), на XVI (1977) и XVII (1982) съезды профсоюзов СССР, членом ВЦСПС, заместителем председателя комиссии ВЦСПС по работе с молодёжью. Позже перешёл на работу мастером в подшефное ПТУ № 83.
В 2000 году вышел на пенсию. Умер 10 января 2012 года на 86-м году жизни.

## Награды
- медаль «Серп и Молот» (29.03.1976)
- два ордена Ленина (26.04.1971, 29.03.1976)
- медали СССР